# Oficina Integrada de les Nacions Unides per la Consolidació de la Pau a Guinea Bissau
L'Oficina Integrada de les Nacions Unides per la Consolidació de la Pau a Guinea Bissau (UNIOGBIS) és una missió de consolidació de la pau de les Nacions Unides a Guinea Bissau.
Va ser establerta per la resolució 1876 del Consell de Seguretat de les Nacions Unides en 2009 i succeeix a l'Oficina de les Nacions Unides pel Suport a la Consolidació de la Pau a Guinea Bissau (UNOGBIS). El seu mandat fou prorrogat per la resolució 1949 del Consell de Seguretat de les Nacions Unides. Té la tasca de promoure l'estabilitat al país.